# مارتينا فرانكو
مارتينا فرانكو (بالإنجليزية: Martina Franko) هي لاعبة كرة قدم أمريكية وكندية.

## حياتها
ولدت في 13 يناير 1976 في لوس ألتوس في الولايات المتحدة.

## مسيرتها الكروية
شاركت مع منتخب كندا لكرة القدم للسيدات. أما مع النوادي، فقد لعبت مع Vancouver Whitecaps FC (women) ‏.

## وصلات خارجية
- مارتينا فرانكو على موقع الاتحاد الدولي (مؤرشف)  (الإنجليزية)
- مارتينا فرانكو على موقع قاعدة بيانات كرة القدم.إي يو (الإنجليزية)
- مارتينا فرانكو على موقع Soccerway.com (الإنجليزية)
- مارتينا فرانكو على موقع عالم كرة القدم.نت (الإنجليزية)
- مارتينا فرانكو على موقع اللجنة الأولمبية الدولية (الإنجليزية)
- مارتينا فرانكو على موقع أوليمبيديا (الإنجليزية)
- مارتينا فرانكو على موقع اللجنة الأولمبية الكندية (الإنجليزية)